# Bel Hommage
Bel Hommage è il diciannovesimo album in studio della cantante americana Patti LaBelle, nonché il suo primo album Jazz. Fu rilasciato il 5 maggio 2017 attraverso l'etichetta GPE Records.
Tra i produttori dell'album c'è Jamar Jones, famoso per aver lavorato con i Boyz II Men, Jill Scott e diversi artisti Gospel. Tra le diverse canzoni dell'album ci sono diverse cover di canzoni Jazz famose tra cui "Wild Is the Wind", cantata per la prima volta da Johnny Mathis e Moanin'. Ci sono anche delle tracce originali, tra cui "Jazz In You", che cantò anche in diversi programmi televisivi per promuovere il suo album: a The View e al Steve Harvey Show.

## Tracce
1. Jazz In You (Luther Dixon – Chris Towns) – 3:59
2. Wild Is the Wind (Dimitri Tiomkin) – 5:24
3. Moanin' (Jon Hendricks – Bobby Timmons) – 2:44
4. Till I Get It Right (Larry Henley – Red Lane) – 3:20
5. Moody's Mood (Dorothy Fields – Jimmy McHugh – James Moody) – 3:05
6. Softly, as I Leave You (Giorgio Calabrese – Harold David Sharper – Antonio de Vita) – 3:44
7. Peel Me A Grape (David Frishberg) – 2:48
8. Don't Explain (Billie Holiday – Arthur Herzog Jr.) – 4:44
9. I Can Cook (Leonard Bernstein – Betty Comden – Adolph Green) – 3:44
10. Folks On The Hill (Oscar Hammerstein II – Jerome Kern) – 3:42
11. Go To Hell (Morris Bailey Jr. – Leon Mitchell) – 3:42
12. Song For Old Lovers (Eric Blair – Jacques Brel – Gérard Jouannest – Mort Shuman) – 5:54
13. Here's To Life (Arthur Butler – Phyllis Molinary) – 5:23